# Острожская ординация

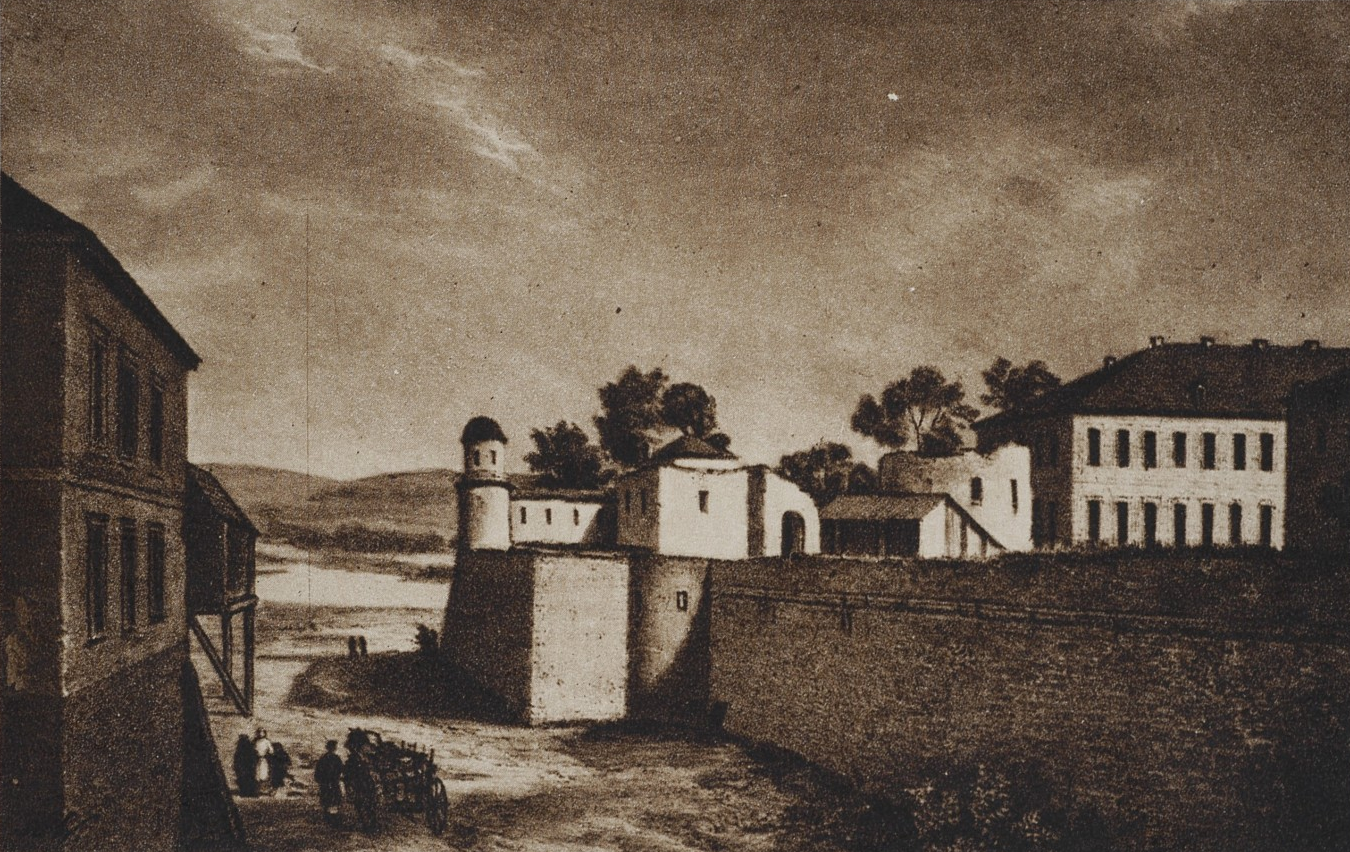
Вид на Дубенский замок

Остро́жская ординация или Остро́жский майора́т (пол. Ordynacja ostrogska) — неделимость земель, которые принадлежали князьям Острожским, установлена Янушем Острожским и утверждена в 1609 году сеймом Речи Посполитой. В состав Острожского майората входили 600 сёл и 24 города (местечка), главными из которых были Острог и Дубно. Майорат просущестовал до 7 декабря 1753 года.
Согласно уставу Острожского майората, ординат был обязан содержать в боевой готовности все замки на территории майората, выставлять в случае необходимости «острожское ополчение» — 300 человек, по более поздним данным — 6000 воинов.

## История
В 1609 году краковский каштелян князь Януш Острожский получил разрешение на основание ординации с целью неделимости собственного наследства. Этим разрешением на территории Острожской ординации устанавливалось земское право. 
Согласно завещанию Януша Острожского, Острожский майорат должен быть перейти в наследство старшему сыну Александра Заславского и его супруги Ефрожины Острожской и далее передаваться старшему в семье наследнику мужского пола. В случае пресечения рода Заславских Острожский майорат должен был перейти к рыцарям Мальтийского ордена. Однако последний острожский ординат Януш Александр Сангушко, склоненный к этому Августом Чарторыйским раздробил майорат, что было оформлено Кольбушевской транзакцией от 7 декабря 1753 года. 
Это событие стало потрясением для Речи Посполитой, породив ожесточённые споры. Конфликт между группой магнатов «Фамилия» и королевским двором привёл к вооружённому противостоянию, великий коронный гетман Ян Клеменс Браницкий захватил и удерживал крупнейший замок ординации — Дубенский. Януша Александра Сангушко хотели признать в судебном порядке неправомочным. Наконец в 1766 году Сейм дал официальное согласие на расфомирование Острожского майората, при условии отчислений с его доходов 300 тысяч золотых ежегодно в государственную казну. В 1775 году за счёт части этой суммы были удовлетворены претензии мальтийских рыцарей: 120 тысяч ежегодно предусматривалось на содержание командорства и приора в Речи Посполитой, четвертую часть этой суммы отправляли на Мальту. В 1788 году Сейм утвердил другой вариант разделения этих 300 тысяч золотых.

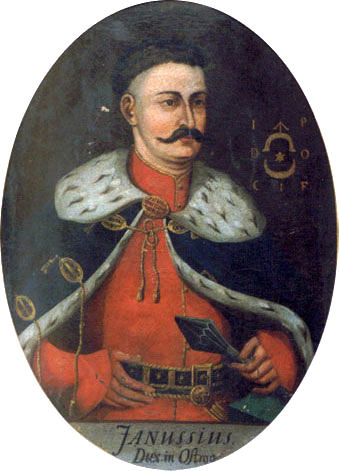
Первый ординат Острожский

## Острожские ординаты
1. Януш Острожский
2. Александр Заславский
3. Владислав Доминик Заславский
4. Александр Януш Заславский
5. Теофила Людвика Заславская
6. Александр Доминик Любомирский
7. Павел Кароль Сангушко
8. Януш Александр Сангушко